# Atractus emmeli
Atractus emmeli — вид змій родини полозових (Colubridae). Мешкає в Південній Америці.

## Поширення і екологія
Atractus emmeli мешкають в Перу і Болівії на схід від Анд. Вони живуть у вологих і сухих рівнинних тропічних лісах, трапляються на плантаціях і в садах. Зустрічаються на висоті від 134 до 360 м над рівнем моря. Ведуть наземний, напівриючий спосіб життя. Відкладають яйця.